# Episkopí
Episkopí (en griego: Επισκοπή) es la capital del conglomerado de bases militares británicas de Akrotiri y Dekelia, administrativamente un territorio británico de ultramar en la isla de Chipre. Se encuentra en la mitad del Área de la Base Soberana Occidental, una de las dos zonas de las que se compone este territorio, se localiza a un lado de la base de Akrotiri. Si bien no es la base más grande de la isla, es la sede de los cuarteles de administración militar y civil de las Bases Soberanas. Episkopí es el comando central de las Fuerzas Británicas de Chipre. Cuenta con un oleoducto fundado en 1953.